# 交響曲第2番 (リース)
交響曲第2番 ハ短調 作品80（こうきょうきょくだい2ばん はたんちょう さくひん80）は、フェルディナント・リースが3番目に作曲した交響曲。

## 初演
1814年にロンドンで初演された。

## 曲の構成

### 第1楽章 Allegro ma non troppo
全楽器による、力強い主題から始まる。この主題は切迫感と勢いがある。次に、主題は変奏で展開され、精緻化される。この第2主題は、弦楽によって導入され、より抒情的で表現豊かな旋律が特徴である。主題は、弦楽と金管楽器によって展開及び拡張され、深みと複雑さを伴わせる。展開部では、2つの主題の一連の変装が特徴で、様々な楽器が順番に旋律を演奏する。このセクションでは、巧みなソロと複雑な対位法で緊張と葛藤の感覚を生み出す。再現部では、わずかな変更が加えられて、主要な主題をもとの形式で再現する。最後は全楽器の意気揚々とした再現で締めくくられる。

### 第2楽章 Andantino
弦楽が奏でる優しく流れる様な主題から始まる。美しく、表情豊かな旋律が特徴。

### 第3楽章 Menuett.Allegretto
全楽器の和音から始まる。次に、木管楽器による不安な印象の主題が奏でられる。その後、弦楽器と金管楽器によって展開され、深みが生まれる。次に弦楽で奏でられる穏やかで平和な旋律が入る。そして、メインテーマが回帰し、劇的に終わる。

### 第4楽章 Finale.Allegro ma non troppo
この楽章は、疾走感と興奮に満ちた音楽で、強烈な印象を与える。最初に現れる主題は、オーケストラの様々なパートで展開され、ダイナミックに発展する。中間部は、しずかな雰囲気に移りかわる。ここでは、木管楽器による旋律が中心になり、柔らかな空気も醸し出す。そして徐々に発展していき、次第に盛り上がっていく。その後、再び主題が現れ、エネルギーと疾走感にあふれて迫力あるクライマックスを築く。

## 演奏時間
約25分。
| サブスタブ | この項目は、まだ閲覧者の調べものの参照としては役立たない、書きかけの項目です。この項目を加筆・訂正などしてくださる協力者を求めています。このテンプレートは分野別のサブスタブテンプレートやスタブテンプレート（Wikipedia:分野別のスタブテンプレート参照）に変更することが望まれています。 |